# Chasing Shadows
Chasing Shadows è una miniserie televisiva trasmessa per la prima volta nel Regno Unito nel 2014.

## Cast
- D. S. Sean Stone, interpretato da Reece Shearsmith:
- Ruth Hattersley, interpretata da Alex Kingston:
- Harley Drayton, interpretato da Don Warrington
- Carl Pryor, interpretato da Noel Clarke
- Angela Bale, interpretata da Adjoa Andoh
- Bryan Hattersley, interpretato da Alfie Field
- Maggie Hattersley, interpretata da Lynda Baron
- Adele Rivera, interpretata da Myriam Acharki
- Sara Shah, interpretata da Kathy Rose O'Brien

## Puntate
| nº | Titolo originale | Titolo italiano   | Prima TV Regno Unito | Prima TV Italia |
| -- | ---------------- | ----------------- | -------------------- | --------------- |
| 1  | Only Connect     |                   | 4 settembre 2014     | inedita         |
| 2  | Only Connect     | 11 settembre 2014 |                      |                 |
| 3  | Off Radar        |                   | 18 settembre 2014    |                 |
| 4  | Off Radar        | 25 settembre 2014 |                      |                 |